# Збрудзево
Збрудзево (пол. Zbrudzewo, нім. Oberau) — село в Польщі, у гміні Сьрем Сьремського повіту Великопольського воєводства.
Населення — 634 особи (2011).
У 1975-1998 роках село належало до Познанського воєводства.

## Демографія
Демографічна структура станом на 31 березня 2011 року:
|          | Загалом | Допрацездатний вік | Працездатний вік | Постпрацездатний вік |
| -------- | ------- | ------------------ | ---------------- | -------------------- |
| Чоловіки | 323     | 85                 | 216              | 22                   |
| Жінки    | 311     | 75                 | 193              | 43                   |
| Разом    | 634     | 160                | 409              | 65                   |